# Tantōjutsu

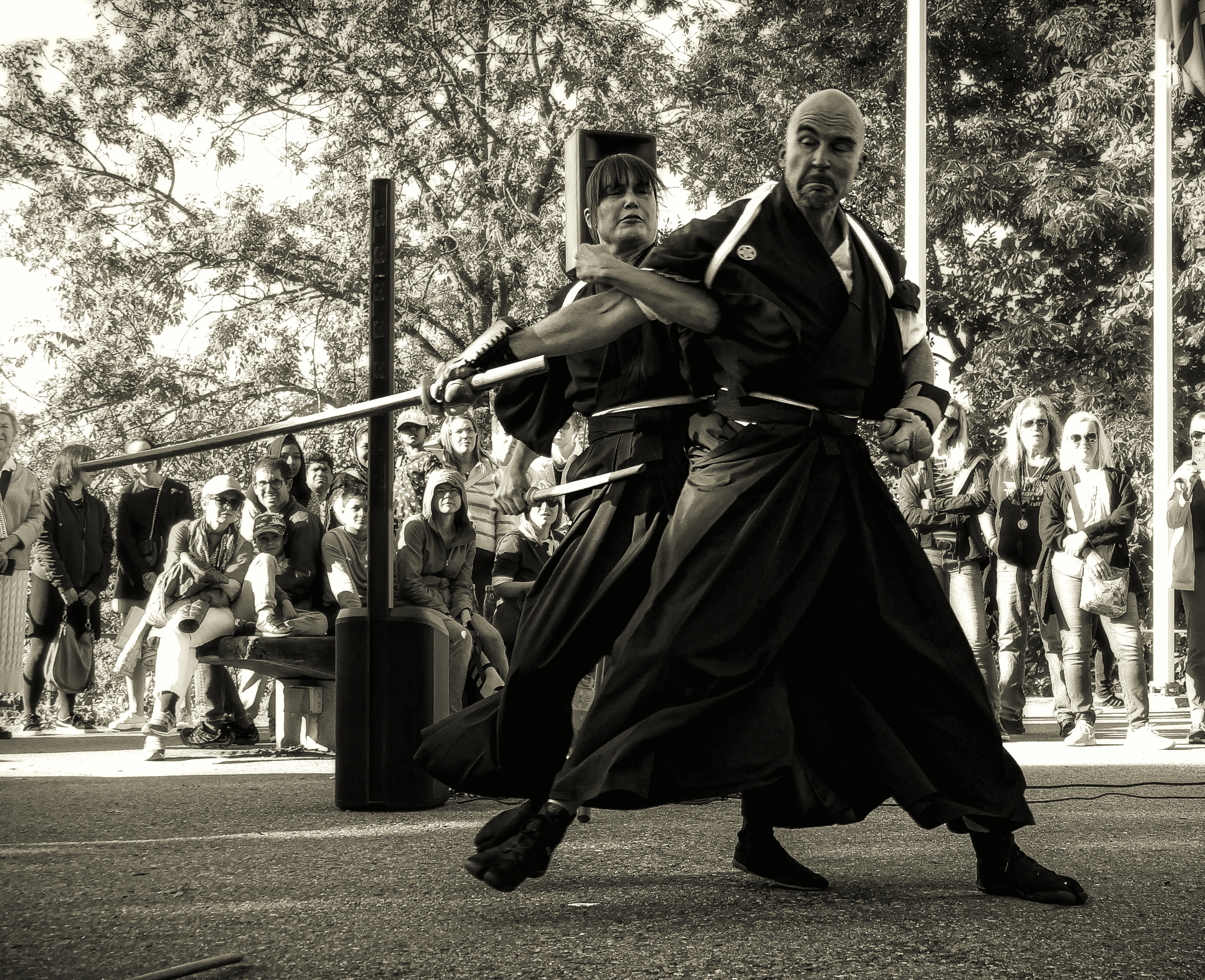

Il tantōjutsu (短刀術?) è l'arte giapponese che insegna l'uso dei pugnali con guardia (tantō). Era parte del sistema tradizionale del bujutsu, ma è ancora insegnata in forme diverse in alcuni stili moderni, specialmente nel jūjutsu. Si tratta di una disciplina piuttosto limitata, a causa delle ridotte possibilità dell'arma ma anche del fatto che quest'arte è stata da tempo assorbita da altre scuole.
Il tantō, insieme al kogai (stiletto posto sul fodero della spada corta), era spesso usato come supporto nelle lotte corpo a corpo: questo pugnale era infatti tanto piccolo da venire facilmente nascosto nelle vesti: viene ricordato come arma tipica delle donne dei samurai, le quali erano sovente in grado di combattere esse stesse.